# Kanton Pradelles
Pradelles is een voormalig kanton van het Franse departement Haute-Loire. Het kanton maakte deel uit van het arrondissement Le Puy-en-Velay. Het werd opgeheven door het decreet van 17 februari 2014, met uitwerking op 22 maart 2015. Alle gemeenten werden opgenomen in het nieuwe kanton Velay volcanique.

## Gemeenten
Het kanton Pradelles omvatte de volgende gemeenten:
- Arlempdes
- Barges
- Lafarre
- Landos
- Pradelles (hoofdplaats)
- Rauret
- Saint-Arcons-de-Barges
- Saint-Étienne-du-Vigan
- Saint-Haon
- Saint-Paul-de-Tartas
- Vielprat